# Campionati europei di atletica leggera 2022 - Marcia 20 km maschile
La marcia 20 km maschile dei campionati europei di atletica leggera 2022 si è svolta il 20 agosto 2022 nel percorso creato nelle strade di Monaco di Baviera, in Germania.

## Podio
| Pos.    | Atleta               | Nazionalità | Tempo    | Note                                     |
| ------- | -------------------- | ----------- | -------- | ---------------------------------------- |
| Oro     | Álvaro Martín        | Spagna      | 1h19'11" | Miglior prestazione personale            |
| Argento | Perseus Karlström    | Svezia      | 1h19'23" |                                          |
| Bronzo  | Diego García Carrera | Spagna      | 1h19'45" | Miglior prestazione personale stagionale |

## Situazione pre-gara

### Record
Prima di questa competizione, il record del mondo (RM), il record europeo (EU) e il record dei campionati (RC) erano i seguenti.
| Record                | Prestazione | Atleta                            | Data                           | Competizione                                 |
| --------------------- | ----------- | --------------------------------- | ------------------------------ | -------------------------------------------- |
| Record mondiale       | 1h16'36"    | Yusuke Suzuki Giappone            | 15 marzo 2015 Nomi, Giappone   |                                              |
| Record europeo        | 1h17'02"    | Yohann Diniz Francia              | 8 marzo 2015 Arles, Francia    | Campionati francesi di atletica leggera 2015 |
| Record dei campionati | 1h18'37"    | Francisco Javier Fernández Spagna | 6 agosto 2002 Monaco, Germania | Europei 2002                                 |

### Campione in carica
Il campione europeo in carica era:
| Campione | Atleta               | Prestazione | Data                             | Competizione |
| -------- | -------------------- | ----------- | -------------------------------- | ------------ |
| Europeo  | Álvaro Martín Spagna | 1h20'42"    | 11 agosto 2018 Berlino, Germania | Europei 2018 |

### La stagione
La "Top List 2022" del Congresso mondiale della World Athletics – avvalendosi della sospensione attivata dal 2015, confermata nel 2021, ribadita e ampliata il 1º marzo 2022 –, complessivamente preclude la partecipazione delle Nazioni escluse e degli atleti neutrali autorizzati ad eccezione degli Atleti Rifugiati (i tempi dell'anno 2022 erano di atleti del paese sanzionato, come si riporta di seguito in nota), pertanto in base alle desisioni dell'ex IAAF, supportato dall'organo indipendente dell'Athletics Integrity Unit, già IAAF Ethics Board, prima di questa gara, gli atleti europei con i migliori risultati erano:
| Pos. | Atleta                   | Prestazione | Data                                         |
| ---- | ------------------------ | ----------- | -------------------------------------------- |
| 1    | Perseus Karlström Svezia | 1h19'18"    | 15 luglio 2022 Eugene, Stati Uniti d'America |
| 2    | David Kenny Irlanda      | 1h19'44"    | 2 aprile 2022 Poděbrady, Repubblica Ceca     |
| 3    | Alberto Amezcua Spagna   | 1h19'58"    | 2 aprile 2022 Poděbrady, Repubblica Ceca     |

## Risultati

### Finale
La finale si è disputata alle ore 8:30 del 20 agosto:
| Pos.    | Atleta               | Nazione       | Tempo      | Note                                     |          |
| ------- | -------------------- | ------------- | ---------- | ---------------------------------------- | -------- |
| Oro     | Álvaro Martín        | Spagna        | 1h19'11"   | ~, ~,                                    |          |
| Argento | Perseus Karlström    | Svezia        | 1h19'23"   |                                          |          |
| Bronzo  | Diego García Carrera | Spagna        | 1h19'45"   | ~,                                       |          |
| 4       | Alberto Amezcua      | Spagna        | 1h20'00"   | ~, ~                                     |          |
| 5       | Francesco Fortunato  | Italia        | 1h20'06"   | Miglior prestazione personale stagionale |          |
| 6       | Kévin Campion        | Francia       | 1h20'47"   | ~, ~,                                    |          |
| 7       | Salih Korkmaz        | Turchia       | 1h20'50"   | ~, ~,                                    |          |
| 8       | Massimo Stano        | Italia        | 1h21'18"   | Miglior prestazione personale stagionale |          |
| 9       | Leo Köpp             | Germania      | 1h21'36"   | Miglior prestazione personale stagionale |          |
| 10      | Andrea Cosi          | Italia        | 1h22'18"   |                                          |          |
| 11      | Iván López           | Spagna        | 1h22'55"   | ~                                        |          |
| 12      | Marius Žiūkas        | Lituania      | 1h24'58"   | >,                                       |          |
| 13      | Joni Hava            | Finlandia     | 1h25'32"   | >, ~, >                                  |          |
| 14      | Dominik Černý        | Slovacchia    | 1h25'38"   | >                                        |          |
| 15      | Viktor Shumik        | Ucraina       | 1h25'51"   | ~,                                       |          |
| 16      | Arturas Mastianica   | Lituania      | 1h25'54"   | ~,                                       |          |
| 17      | Jerry Jokinen        | Finlandia     | 1h26'11"   | Miglior prestazione personale            |          |
| 18      | Ivan Losev           | Ucraina       | 1h27'10"   | Miglior prestazione personale stagionale |          |
| 19      | Gabriel Bordier      | Francia       | 1h28'11"   | ~, ~, ~                                  |          |
| 20      | Karl Junghannß       | Germania      | 1h28'21"   | ~, >, >                                  |          |
| 21      | Hélder Santos        | Portogallo    | 1h28'43"   | >, >                                     |          |
| 22      | Serhiy Svitlychniy   | Ucraina       | 1h28'51"   | Miglior prestazione personale stagionale |          |
| 23      | Raivo Saulgriezis    | Lettonia      | 1h29'24"   | ~, >                                     |          |
| 24      | Jaakko Määttänen     | Finlandia     | 1h29'38"   | >, >, ~, TR54.10.8                       |          |
| 25      | Paulo Martins        | Portogallo    | 1h31'09"   |                                          |          |
| -       | Abdulselam İmük      | Turchia       | dnf        | >                                        |          |
| -       | Nils Brembach        | Germania      | ~,~,~,~,dq | TR54.7.5                                 | TR54.7.5 |
| -       | Şahin Şenoduncu      | Turchia       | ~,~,~,~,dq | TR54.7.5                                 | TR54.7.5 |
| -       | Callum Wilkinson     | Gran Bretagna | ~,~,~,~,dq | TR54.7.5                                 | TR54.7.5 |
| -       | João Vieira          | Portogallo    | dns        |                                          |          |

Legenda:
- Pos. = posizione
- NF = prova non completata (Non Finita)
- = record personale
- = miglior prestazione personale stagionale
- > = ammonizione per sbloccaggio
- ~ = ammonizione per sospensione